# Arnolfo di Soissons
Arnolfo di Soissons (in francese Arnoul, in latino Arnulphus e anche Arnoldus; 1040 – Oudenburg, 1087) è stato un vescovo cattolico e monaco cristiano francese dell'Ordine benedettino; è venerato come santo dalla Chiesa cattolica.

## Biografia
Arnolfo nacque nel Brabante dal padre, un certo Fulbertus. Fu dapprima un soldato nell'esercito di Roberto ed Enrico I di Francia, poi decise di ritirarsi nel monastero benedettino dell'Abbazia di San Medardo a Soissons in Francia. Arnolfo trascorse i primi tre anni come un eremita, in seguito nel 1077 divenne abate del monastero e nel 1081, su richiesta del clero diocesano e della popolazione, fu nominato vescovo di Soissons, carica che invano tentò di rifiutare.
Qualche anno più tardi il trono vescovile gli venne usurpato, ma Arnolfo piuttosto che combattere colse l'occasione per ritirarsi dalla vita pubblica. A tale scopo fondò l'Abbazia di San Pietro in Oudenburg, dove egli stesso si ritirò. Qui cominciò a produrre birra, che, dietro suo volere, venne rapidamente diffusa tra i cittadini delle zone vicine (questo perché durante il processo di fermentazione l'acqua era liberata dagli agenti patogeni).
Morì nel 1087 nel'Abbazia di San Pietro a Oudenburg.

## Culto
Nel 1120 in un concilio tenutosi a Beauvais guidato da Lamberto, vescovo della diocesi di Noyon-Tournai, vennero esaminati e approvati i miracoli avvenuti presso la tomba di Arnolfo. L'anno dopo le sue reliquie furono traslate nella chiesa abbaziale di Oudenbourg, dove egli trovò la morte.
La sua memoria liturgica cade il 14 agosto.
Nello stesso Martirologio Romano è riportato: «Ad Altenburg nelle Fiandre, ora in Germania, transitò sant'Arnolfo, vescovo di Soissons, che da soldato si fece monaco e, eletto poi vescovo, si adoperò per la pace e la concordia, morendo, infine, nel monastero da lui stesso fondato». 
La sua agiografia fu scritta da Hariulfo di Oudenburg e da Liziard de Crépy, vescovo di Soissons. 
Nell'iconografia, il santo è raffigurato in abiti vescovili con in mano una pala per mescolare la birra (mash rake) oppure con una bottiglia ai piedi o con una chiesa in mano. Sant'Arnolfo è patrono dei produttori di birra e dei birrai.

## Genealogia episcopale
La genealogia episcopale è:
- Papa Gregorio VII
- Arcivescovo Ugo di Romans
- Vescovo Arnolfo di Soissons